# Placa de rede

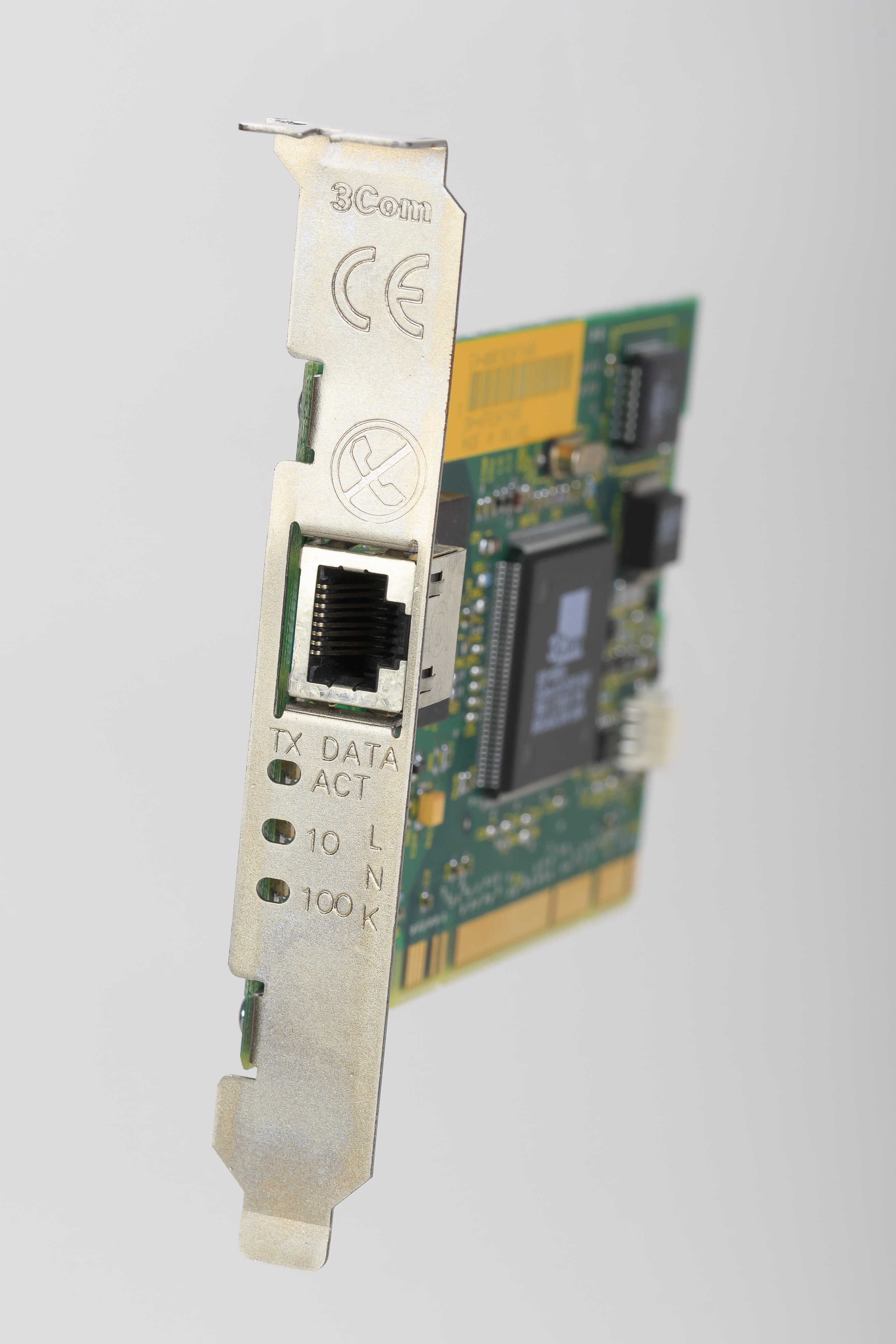
Placa de rede dedicada com conector PCI e plugue RJ45.

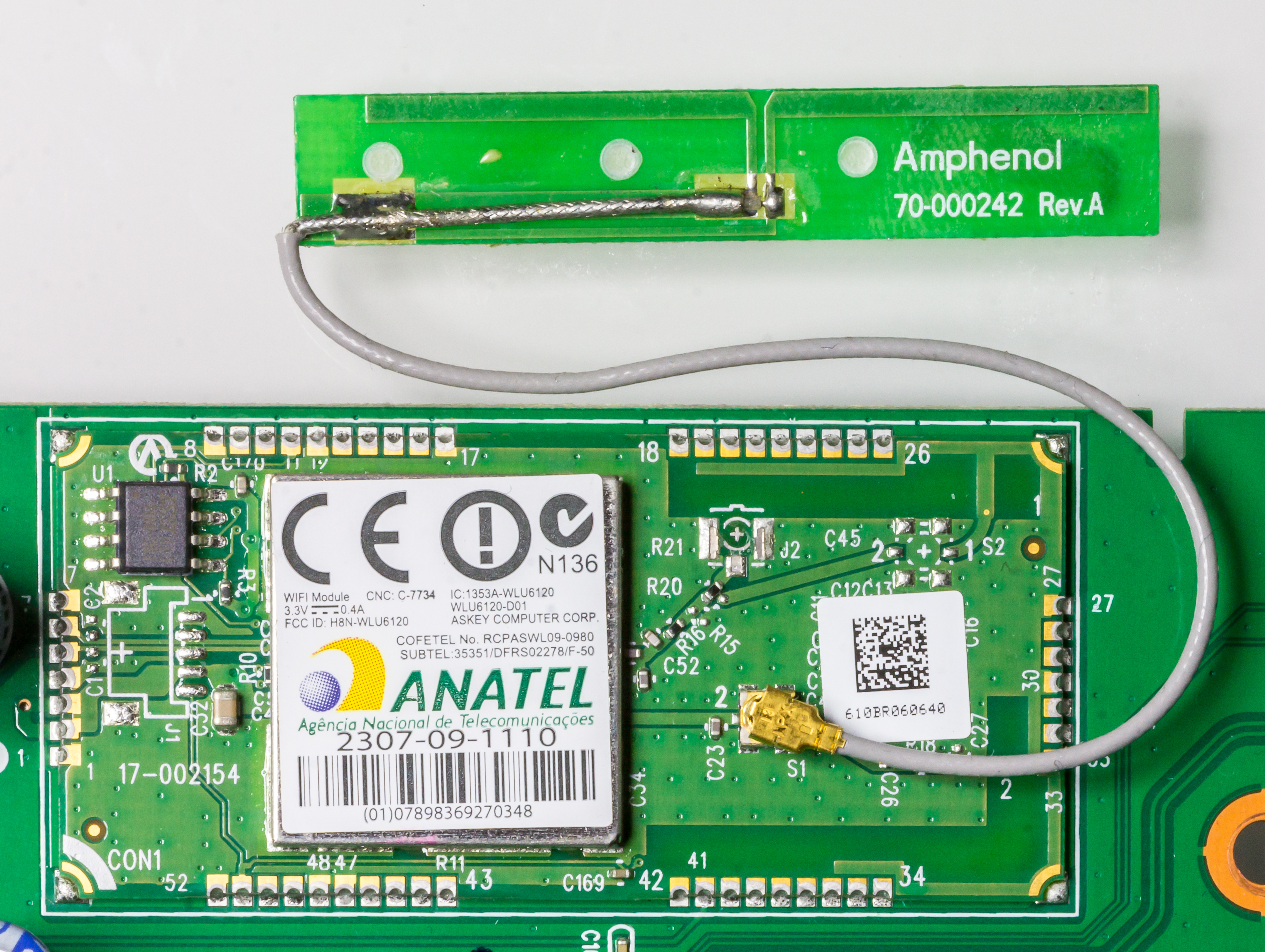
Placa de rede Wi-Fi com antena, soldada em outro componente.

Uma placa de rede (também chamada adaptador de rede ou NIC, sigla de Network Interface Card, em inglês) é um dispositivo de hardware responsável pela comunicação de um computador em uma rede de computadores.
A placa de rede controla o envio e recebimento de dados de um computador conectado a uma rede, através de ondas eletromagnéticas (Wi-Fi), cabos metálicos ou cabos de fibra óptica. Cada arquitetura de rede pode exigir um tipo específico de placa de rede, como as redes em anel do tipo Token Ring e as redes Ethernet.
Além da arquitetura usada, as placas de rede à venda no mercado diferenciam-se também pela taxa de transmissão, cabos suportados e barramento utilizado (PCI, PCI Express, USB ou Thunderbolt (interface)). Com o avanço da padronização e da miniaturização de componentes eletrônicos, as placas de rede passaram a se tornar peça integrada da placa-mãe dos computadores mais modernos, algumas vezes soldadas diretamente ou conectadas através de um conector Mini-PCIe discreto. Alguns computadores modernos já saem de fábrica sem placa de rede cabeada, limitando-se à conexões sem fios. Dessa forma, placas de rede dedicadas, como as com conector PCI, tornaram-se um item restrito aos datacenters e servidores.
Quanto à taxa de transmissão, temos placas Ethernet variando de 10 Mbps a 10 Gbps (10000 Mbps). Placas Ethernet de 10 Mbps requerem cabos de par trançado de categoria 3 ou 5, ou então cabos coaxiais. Já para uma placa a partir de 100 Mbps, o requisito mínimo a nível de cabeamento são cabos de par trançado blindados nível 5. Placas compatíveis com o padrão InfiniBand suportam velocidades de até 200 Gbps e requerem um cabeamento especial de fibra óptica. 
Placas que trazem encaixes para mais de um tipo de cabo são chamadas placas combo. A existência de 2 ou 3 conectores serve apenas para assegurar a compatibilidade da placa com vários cabos de rede diferentes. Esta funcionalidade, porém, tornou-se obsoleta e é pouco vista em placas mais recentes, dada a ubiquidade do padrão RJ45 e as redes Ethernet.